# Басра Спортс Сити
Стадион «Ба́сра Спортс Сити» (араб. مدينة البصرة الرياضية‎, Мади́нат аль-Ба́сра ар-рия́дийя; англ. Basra Sports City) — многофункциональный стадион, расположенный в городе Басра, на юге Ирака. Является частью крупного спортивного комплекса «Басра Спортс Сити». Был построен в 2009—2013 годах, открыт 12 октября 2013 года, в честь открытия проведена товарищеская игра между футбольными клубами «Аль-Завраа» (Багдад) и «Замалек» (Египет). Может вмещать в себя 65 тысяч 227 зрителей, став тем самым крупнейшим стадионом Ирака и одним из крупнейших стадионов Ближнего Востока. До открытия данного стадиона, крупнейшим стадионом Ирака являлся стадион Аль-Шааб в Багдаде, вмещающий 34 тысячи 200 зрителей. Стадион является одним из самых современных стадионов Ирака и Ближнего Востока. В стадионе расположены VIP-места, рестораны, подземная парковка и другие обслуживающие заведения.
Является домашним стадионом для национальной сборной Ирака по футболу, но на деле сборная Ирака до сих пор из-за соображений безопасности вынуждена проводить свои домашние матчи за пределами Ирака, в основном в Иране или в других соседних безопасных арабских странах (Кувейт, Катар, ОАЭ, Саудовская Аравия). Стадион арендован для проведения домашних матчей футбольных команд иракских спортивных клубов «Нафт Аль-Джануб» и «Аль-Минаа», которые участвуют в Иракской Премьер-лиге.